# Mỏ đồng Letpadaung
Mỏ đồng Letpadaung (tiếng Miến Điện: လက်ပံတောင်းတောင် ကြေးနီသတ္တုတွင်း) là một mỏ đồng lộ thiên lớn nổi tiếng ở thị trấn Salingyi gần thành phố Monywa vùng Sagaing, Myanmar.
Kể từ khi Myanmar bắt đầu mở cửa tự do hóa vào năm 2011, mỏ đã trở thành nơi phản đối và trở thành biểu tượng cho những thiếu sót của cải cách chính trị. Dân làng bị di dời bởi mỏ do Trung Quốc hợp tác khai thác, và họ cho rằng họ đã không nhận được bồi thường công bằng trong khi công ty tuyên bố rằng họ phải chịu trách nhiệm xã hội trong suốt quá trình.
Letpadaung là một dự án khai thác lớn được điều hành bởi công ty Wanbao Mining Copper Ltd., hợp tác với Liên minh kinh tế Myanmar Ltd (UMEHL)  Wanbao, một công ty con của China North Industries Group Corp hoặc Norinco, một nhà sản xuất vũ khí lớn, đã mua dự án từ Ivanhoe, một công ty khai thác của Canada vào năm 2011. Ivanhoe đã giành được dự án ban đầu từ chính phủ Myanmar theo một loạt các thỏa thuận và nghiên cứu khả thi từ năm 1994 đến 1996. Thỏa thuận liên doanh được ký kết vào ngày 10 tháng 4 năm 1996. Ivanhoe đã thoái vốn khỏi dự án vào năm 2011, với lý do tác động của sự kỳ thị tiêu cực khi làm việc với chính phủ quân sự đối với hoạt động kinh doanh khác trên toàn thế giới. Thỏa thuận cuối cùng với Wanbao, đạt được sau các cuộc biểu tình năm 2012, đã chia cho 30% lợi nhuận cuối cùng, 19% sẽ dành cho UMEHL, một công ty thuộc sở hữu quân sự lớn và 51% cho chính phủ Myanmar. Một thỏa thuận sau đó đã cho 2% lợi nhuận để phát triển địa phương. Dự án được báo cáo có chi phí khoảng 1 tỷ đô la để phát triển.